# Béla Háray
Béla Háray (25. března 1915 Budapešť, Rakousko-Uhersko – 9. března 1988, Budapešť, Maďarsko) byl maďarský hokejový útočník a trenér. Je členem síně slávy maďarského hokeje. Kromě ledního hokeje se věnoval také pozemnímu hokeji.

## Kariéra

### Klubová kariéra
Byl aktivní v letech 1931–1958. Hrál v maďarských klubech BKE Budapešť, BBTE Budapešť, Ferencvárosi TC, Postás Közhír Budapešť a BVSC Budapešť. Před koncem aktivní kariéry působil jako hrající trenér a po jejím skončení se nadále věnoval trenování až do roku 1968.

### Reprezentační kariéra
V letech 1934–1939 se pravidelně s maďarským týmem zúčastňoval mistrovství světa a v roce 1936 si zahrál i na ZOH v Garmisch-Partenkirchenu. Na mistrovství světa odehrál celkem 25 zápasů, ve kterých vstřelil pět branek a přidal dvě asistence. Na OH odehrál pět zápasů a dal čtyři góly.
Na LOH v roce 1936 reprezentoval Maďarsko v pozemním hokeji. Odehrál všechna tři utkání v základní skupině a vsítil dva góly. Další zápasy už nepřidal, protože maďarský tým nepostoupil ze základní skupiny.